# Abbie
Abbie er Homer Simpsons engelske halvsøster fra The Regina Monologues. Hun ser ud som en kvindelig udgave af Homer bortset fra at hun er dame og er halv-britisk. Tydeligvis er hun en biologisk Simpson (bortset fra hendes udseende og personlighed, hun er bare født omtrent et år efter bedstefar Abe Simpsons forhold til hendes mor) hun er ikke officielt kendt af familien, og aldrig blevet kaldt en.